# 無線通訊

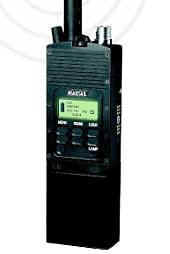
軍用手持無線電通話器

無線通訊是指多個節點間不經由導體或纜線傳播進行的遠距離傳輸通訊， 利用收音機、無線電等都可以進行無線通訊。相對概念為有線通訊。
無線通訊包括各種固定式、移动式和便携式应用，例如雙向無線電、手機、个人数码助理及無線網路。其他无线电無線通訊的例子還有GPS、車庫門遙控器、無線滑鼠等。
大部份無線通訊技術會用到无线电，包括距離只到數公尺的Wi-fi，也包括和航海家1號通訊、距離超過數百萬公里的深空網路。但有些無線通訊的技術不使用无线电頻段，而是使用其他的電磁波無線技術，例如光、磁場、電場等波段。

## 歷史

### 光電話

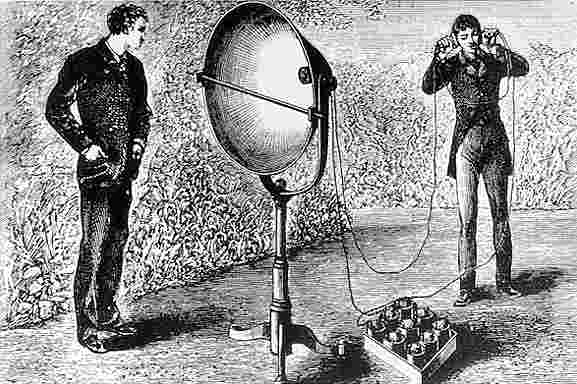
贝尔和天特在1880年發明的光電話

世界上第一次無線電話對話出現在1880年，當時使用的是光電話，由亚历山大·格拉汉姆·贝尔及查尔斯·萨姆纳·天特發明，並且申請專利。光電話藉由調變的光束來傳遞語音訊號。在那個年代，還沒有設備可以提供電力，甚至連科幻小說中也還沒提到雷射，他們的發明在當時看來并沒有實用價值，而且通話的效果還會受到陽光及天氣的限制。光電話和自由空間光通信系統一様，在傳送器及發射器之間不能有阻隔光束的物體。數十年後，光電話才應用到了軍事通訊領域。

### 早期工作
戴维·E·休斯在1878年利用發射器傳送無線電達數百公尺遠。當時馬克士威的電磁理論還不為世人周知，因而當代的科學家將此發明視為感應的結果。1885年湯瑪斯·愛迪生利用振动器磁铁來作為感應的傳輸，在1888年時愛迪生布署了哈伊谷铁路的信號傳輸系統，在1891年獲得使用電感的無線電專利（美國專利第465,971号）。
1888年時海因里希·赫茲展示了電磁波的存在，這成了後來大部分無線科技的基礎。赫茲證明了電磁波在空間中會沿直線前進，可以被實驗設備所接收，不過他沒有繼續進行其他相關的實驗。賈格迪什·錢德拉·博斯當時開發了一個早期的無線電偵測設備，也有助於了解波長在數厘米內的電磁波特性。

### 無線電

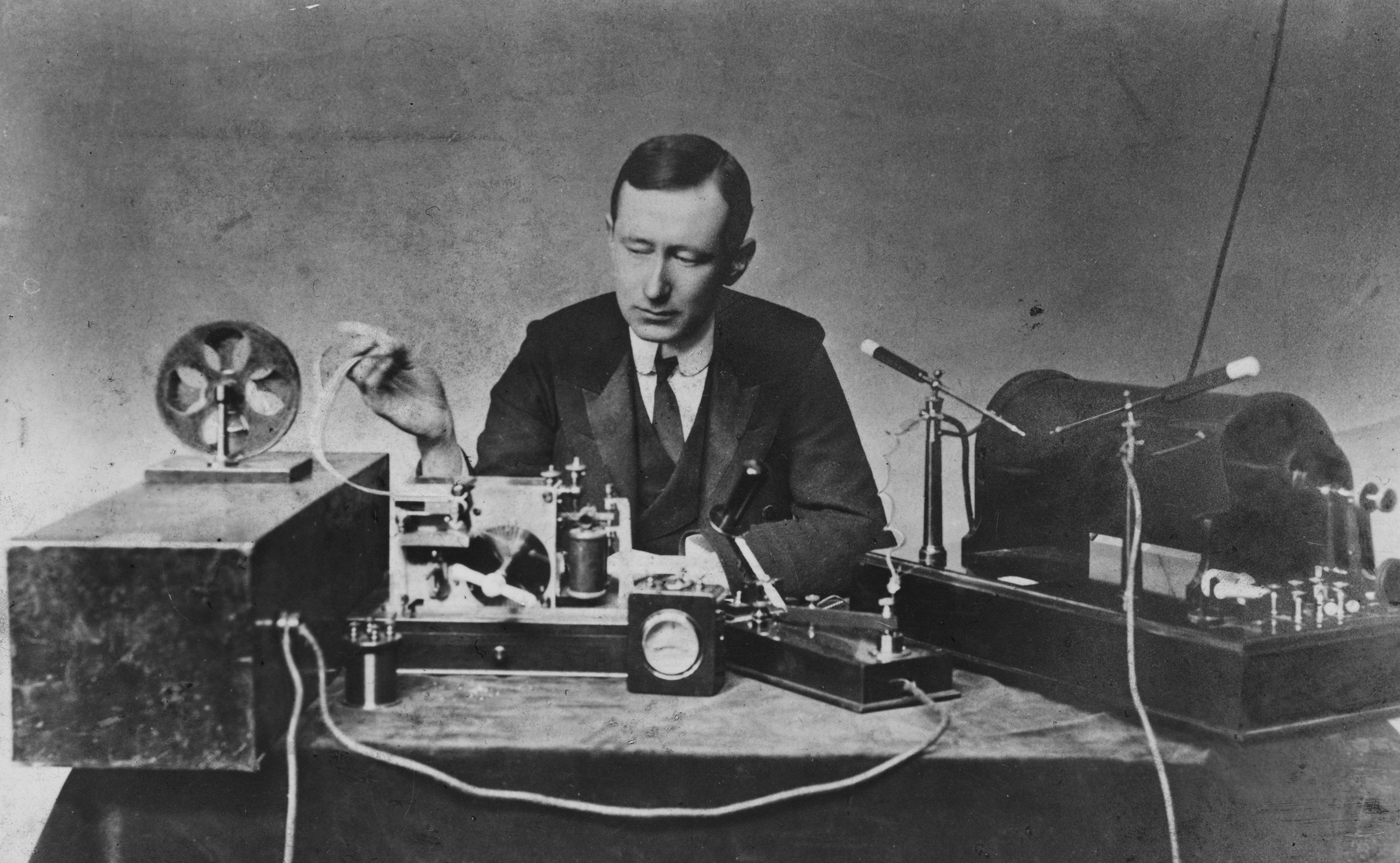
古列爾莫·馬可尼發射穿過大西洋的無線電訊號

「無線」一開始是指無線電的接收器，或稱為收發器（可以同時作為傳送及接收用途的設備），早在無線電報時代就已應用過類似設備。現在「無線」一詞是指現代的無線通訊，例如蜂巢式網路以及無線寛頻通訊，無線一詞也泛指任何一種不需要電線即可進行的應用，例如「無線遙控」、「無線能量轉換」，而不去區分實際應用的技術是無線電、紅外線或是超音波。
古列爾莫·馬可尼和卡尔·布劳恩因為在無線電報上的貢獻，獲得1909年的諾貝爾物理獎。

## 模式
無線通訊可以用以下的方式進行：

### 無線電
無線電通訊及微波通訊用在長距離的通訊，需搭配高方向性的天線，或是短距離的通訊。

### 自由空間光通信

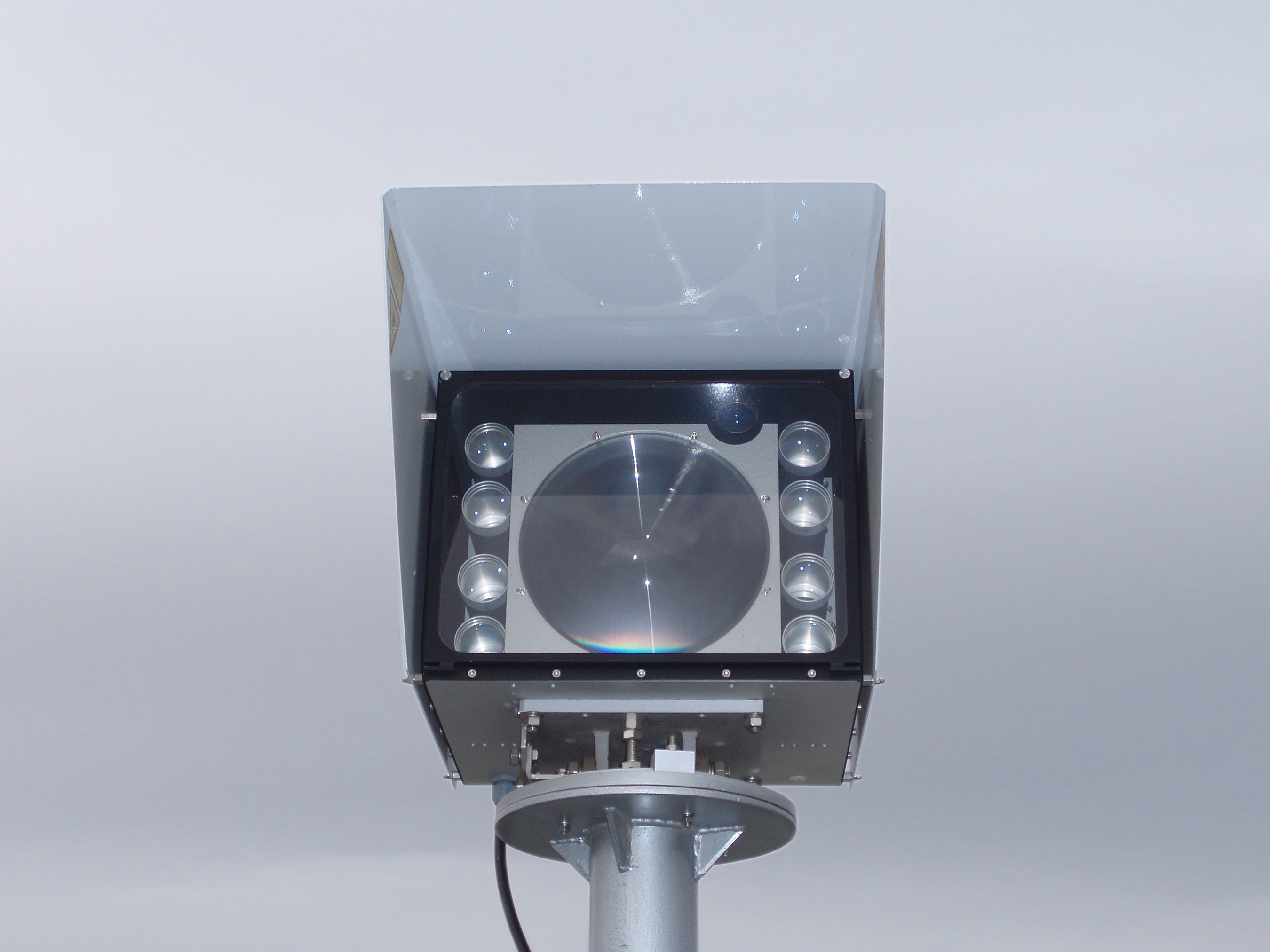
一個有八個光束的自由空間雷射光網路，在距離2 km時速率為1 Gbit/s，接收器是中間的大圓盤，上方和右側有單筒望遠鏡，使兩個接頭可以對正

自由空間光通信系統（FSO）是利用光在自由空間（即空氣、外太空、真空）中行進來傳遞訊號的無線光通訊技術。自由空間光通信系統會使用可見光或是紅外線，例如遙控及紅外通訊等。

### 聲通訊
音波及超音波常用在短距離，利用音波來傳遞訊號的應用。

### 電磁感應
電磁感應主要是用在低能量及短通訊距離的應用，例如起搏器及短距離的RFID標籤。

## 無線網路
無線網路可以符合許多不同的需求，最常見的可以是方便筆記性電腦的用戶在往來不同地方的路途中可以連網，另一個用途是由手機連網。若某一個網段的實際位置經常會變動，利用無線網路來連線是比較合理的方法。在以下的情形下可以使用無線網路：
- 網路的距離超過一般有線網路允許的長度。
- 作為備援網路，在正常網路異常時使用。
- 連接移動的或是暫時性的節點。
- 在一般網路佈線困難或是費用過高的情形。
- 行動用戶連線或是連接到行動網路。

在開發射頻無線網路時，設計者需考慮以下的因素：
- 使用數百至數千MHz或是GHz的頻段。
- 運作範圍及電池壽命。
- 靈敏度及資料速率。
- 网络拓扑及節點智能程度。

無線網路的應用包括點對點通訊、点对多点通信、广播、蜂窝网络及其他無線網路及Wi-Fi技術。

## 電磁波頻譜
光、顏色、AM及FM廣播以及許多電子設備都用到電波波頻譜，可用來通訊的無線電頻譜頻率中視為是公共財財產，會由國家級的機構管理，例如美國的美国联邦通信委员会，英國的Ofcom，這些機構會定義誰可以使用哪一個頻段的頻率，以及其目的為何。若公共頻段像個人使用的電磁波頻譜一様，沒有類似的控制或替代配置措施，可能會出現混亂，例如飛機沒有特別可以用在航管上的頻率，而業餘無線電操作者的訊號干擾航管訊號，使得飛行員無法正常使飛機降落。無線通訊的頻帶由9 kHz至300 GHz。

## 無線通訊技術的應用

### 行動電話
行動電話應該是無線通訊最廣為人知的應用之一，在2010年底時全世界已有超過46億手機。行動電話藉由無線電波，使不同地方的用戶可以互相電話聯絡。用戶可以在行動通信基地臺的範圍內使用手機，基地臺會接送及接收手機的信號。

### 無線資料傳輸
無線資料傳輸是行動運算中不可少的一部份。有許多可用的技術，差異是在地區的可用性、覆蓋範圍及性能，在一些情形下，用戶必須可以布署多種連線方式，並在不同模式中切換。為了簡化使用者所花的時間，可以使用連接管理軟體，或者使用MVPN，將數個連線處理為一個保安的單一虛擬網路。。以下是一些用在無線資料傳輸的無線通訊：
Wi-Fi是無線的區域網路，讓可攜式的運算裝置以簡單的方式連接到互联网，藉由IEEE 802.11 a,b,g,n等標準，Wi-Fi的速度接近一些有線的網路。Wi-Fi已成為家中、辦公室及公共空間熱點的事實上的標準。有些企業是每月收取一次Wi-Fi的費用，有些企業則是免費提供，因為提供Wi-Fi可以提昇他們產品的銷售額。
蜂巢式網路：只要離最近的基地台十到十五公里以內即可使用，其速度隨著科技的演進而提昇，從早期的GSM、CDMA及GPRS，到像是W-CDMA、GSM增強數據率演進（EDGE）或是CDMA2000等3G網路。
行動衛星通訊：可以用在無法用其他無線技術通訊的情況，例如廣大的鄉村地區或是遙遠的地方。通訊衛星在运输、航空、航海及軍事上格外的重要。
無線感測器網路：可以直接偵測有關的物理量，監控及收集資料，產生有意義供人觀看的顯示，並提供一些決策的機能。

### 無線供電
無線供電是指在使用電線的情形下，將電能從電源傳到另一個沒有內建電源的設備中。有二種基礎的無線供電方式，可以用光束/雷射，無線電或是微波傳輸，或是使用近場感應的方式。幾種方式都會用到電磁波磁場。

### 無線醫療技術
像無線體域網（mobile body area networks，簡稱MBAN）等新技術可以利用無線技術監測血壓、心跳、含氧濃度及體溫。無線體域網會送出低功率的無線信號給接收器，再傳送到監控設備或是護理站。這種技術減少了有意或是無意造成的感染風險，或是因為有線接線斷線而產生的問題。

### 電腦介面設備
最早的鍵盤、滑鼠等設備都是有線的，後來也慢慢出現了無線的界面設備，多半是利用Bluetooth技術的設備，其反應可能會略慢於有線的設備，但兩者的差距越來越小。
像鍵盤、滑鼠等電腦的無線介面設備一般是由電池供電，會傳送射頻的訊號到接到電腦USB埠上的接收器。因為使用射頻訊號，使得資料可以用無線的方式傳遞，並且擴展使用的範圍，一般可以到三公尺。距離、實體的障礙物、其他的無線訊號甚至是人體都可能降低其信號品質。
2007年底時開始討論無線鍵盤保安的問題，當時發現微軟在使用27 MHz的系列，其加密的實現方式高度的缺乏保安性。

## 無線通訊的實現、設備及相關標準
- 無線電
- 廣播
- 業餘無線電
- 陆地移动无线电系統（英语：Land Mobile Radio System）或專業移动無線電（英语：Professional Mobile Radio）：地面中繼式無線電、P25（英语：Project 25）、OpensSky（英语：OpensSky）、EDACS（英语：EDACS）、DMR、dPMR
- 無線電話：數位增強無線電話系統
- 蜂巢式網路：0G、1G、2G、3G、4G、5G
- 短距離點對點通訊：無線麥克風（英语：Wireless microphone）、遙控、IrDA、無線射頻辨識（RFID）、 TransferJet、無線通用序列匯流排、DSRC（英语：Dedicated short-range communications）、EnOcean、近場通訊
- 無線感測網路：ZigBee、EnOcean、无线个人网、Bluetooth、TransferJet、超寬頻（UWB）
- 無線網路：無線區域網路（WLAN，像Wi-Fi及HiperLAN（英语：HiperLAN）等）、全球互通微波存取（WiMAX）

## 外部連結
- 維基教科書中有關Nets, Webs and the Information Infrastructure的文本
- . . 1921.
- 中的“Wireless”
- Computer is running slow （页面存档备份，存于）